# Les Colombaioni
Les Colombaioni sont une famille de clowns italiens. Deux d’entre eux, Carlo et Alberto, sont devenus célèbres à travers le monde dès les années 1970.

## Historique
Issus d’une famille de jongleurs, de funambules, d’acrobates et de clowns de la région d'Ancona, Romano, Mario, Nani, Willy et Carlo Colombaioni et leur père Alfredo se firent connaitre dès les années 1950 pour avoir joué dans plusieurs films de Federico Fellini : La strada, Amarcord, Fellini Roma, Le Casanova de Fellini et bien sûr Les Clowns. Formés dans la tradition d’improvisation de la commedia dell'arte, ils rencontrent aussi Eugenio Barba à l'Odin Teatret et Jerzy Grotowski.
Carlo, né en 1933 et Alberto Vitali, son beau-frère, né en 1937, sont engagés en 1967 pour jouer avec Dario Fo, grand admirateur des clowns et de leur technique, dans une de ses pièces : La signora è da buttare. Ils forment ensuite un trio avec Romano, mais très vite, dès 1970, c’est Carlo et Alberto qui commencent à se faire connaitre sur les scènes européennes. En décembre 1974, on peut les applaudir à Paris sur le plateau du Théâtre de la Ville. En 1976 ils sont programmés au festival d’Avignon. En février 1980, ils découvrent le public newyorkais à Broadway. En 1983 ils passent en vedettes sur la scène de l’Olympia à Paris. Ils parcourront le monde pendant plus de 30 ans,.
Parallèlement leurs frères Romano et Mario feront carrière séparément avec leur spectacle La Coppia buffa,.
Alberto Vitali est mort brusquement le 8 octobre 2006. La carrière des Colombaioni en duo s'est alors arrêtée. Carlo a créé seul un dernier spectacle qu’il a joué jusqu’à sa disparition le 16 mai 2008. Il avait été nommé en 2002 « plus grand clown du monde » par ses pairs au festival Festiclown en Espagne.

## Du cirque à la scène
Issus de la famille du cirque et de la commedia dell'arte mais influencés par leur rencontre avec Dario Fo et Eugenio Barba, les Colombaioni vont vite abandonner la piste et se produire sur des scènes de théâtre. Ils délaissent aussi le costume et le maquillage traditionnel du clown. « C’est la situation qui est comique, pas le maquillage » disent-ils. En complet veston et avec quelques accessoires simples, armés de leurs simples grimaces, ils reprennent pourtant certaines entrées traditionnelles comme Petite abeille donne-moi du miel (appelée Le miel par Tristan Rémy dans son livre Entrées clownesques). Ils détournent et théâtralisent les personnages en les transformant en celui d’Hamlet et du roi, tout en reproduisant les gags et les situations de la tradition avec une parfaite technique de clown. Ils parodient aussi l'Orlando furioso d'Arioste en le transformant en Orlando curioso.  Pas de clown blanc ni d’auguste attitrés chez eux, même si on peut souvent reconnaitre le premier en Alberto et le second en Carlo. Ils sont tous les deux des bonimenteurs experts : tout en parlant italien, ils savent rebondir sur un mot, une expression, une courte phrase qui donne au public l’impression de comprendre la langue.
Héritiers de la tradition, ils ont su la renouveler en la détournant. Prenant la suite des grands Fratellini, ils ont réinventé la comédie clownesque.